# Charlottendal, Värmdö kommun
Charlottendal är en del av tätorten Gustavsberg i Värmdö kommun. Orten avgränsades till en småort av SCB år 2005 men till nästa avgränsning år 2010 hade växt ihop med tätorten. Området ligger strax söder om centrala Gustavsberg, direkt väster om Kvarnsjön. Namnet kommer från ett torp uppfört 1852 och namngivet efter ägarens hustru Charlotte.
I området finns Gustavsbergs största infartsparkering. Det kommunala bostadsbolaget Värmdöbostäder planerar att uppföra drygt 100 hyreslägenheter i Charlottendal.